# Norman Wells Airport
Norman Wells Airport är en flygplats i Kanada. Den ligger i den centrala delen av landet, 3 800 km nordväst om huvudstaden Ottawa. Norman Wells Airport ligger 72 meter över havet. Den ligger vid sjön Sherwood Lake.
Terrängen runt Norman Wells Airport är platt åt sydväst, men åt nordost är den kuperad. Runt Norman Wells Airport är det mycket glesbefolkat, med 7 invånare per kvadratkilometer.. Närmaste större samhälle är Norman Wells, 1,6 km väster om Norman Wells Airport. 